# Trnovec (okres Skalica)
Trnovec (maďarsky Tövisfalva) je obec v okrese Skalica v Trnavském kraji na západním Slovensku, dva kilometry východně od Holíče na silnici I/51. Žije v ní 285 obyvatel. V místě se stýká Chvojnická pahorkatina a Dolnomoravský úval. Obcí protéká Chvojnica, jejíž okolí je chráněno jako přírodní památka Chvojnica.

## Historie
První písemná zmínka o vesnici pochází z roku 1548, kdy obec pod názvem Thernowawes osídlili Chorvaté a stala se součástí Holíčského panství. Později patřila skalickým jezuitům a v roce 1736 ji spolu s větší částí holíčského panství koupil císař František Lotrinský. Ve znaku obce je sv. Lucie s korunkou na hlavě a palmovou ratolestí v pravé ruce. Současný název pochází z roku 1920. Kromě zemědělství byla pro obyvatele významným zaměstnavatelem cihelna, která dodávala materiál na stavbu holíčského zámku.
Podle pověsti stál nad obcí dřevěný kostel sv. Kateřiny. Při povodních byl zcela zničen a zůstala jen dřevěná soška sv. Kateřiny. Dnes je soška v holíčské farnosti. Současný klasicistní římskokatolický kostel Panny Marie Růžencové byl postaven v letech 1872–1875 na místě starší zvonice a 3. října 1875 byl vysvěcen.
Z obce vede zeleně značená turistická trasa přes Prietržku do Skalice (7,5 km) a žlutě značená do Holíče (5,5 km).

## Osobnosti
- Imrich Kotvan (1910–1984), literární historik